# Ortodox zsinagóga (Kolozsvár)
A kolozsvári ortodox zsinagóga a város legrégebbi zsinagógája; 1944 óta nem működik. A klasszicista stílusú épület nem szerepel a romániai műemlékek jegyzékében. A Pap (ma Párizs) utca 5. szám alatt található.

## Története
A 18. századig a tiltó határozatok miatt a zsidók a közeli Kolozsmonostoron telepedtek le, és onnan jártak be a heti vásárokra. A 19. század elején már megtűrték őket a városban, ekkoriban főleg a Hídelvén telepedtek le. 1818-ig magánházaknál tartották istentiszteleteiket; ekkor épült első, vesszőből font imaházuk a Külső-Magyar utcában. Miután az 1840. évi XXIX. törvénycikk lehetővé tette, hogy a zsidók városokban is letelepedjenek, Kolozsváron is megnőtt a számuk. Míg 1835-ben a városi tanács 109 zsidót tartott számon, az 1850–1852 közötti népszámlálás során már 479 főt írtak össze. 
1846. decemberben a zsidó hitközség megbízásából Hermann Mihály és Heimann Emánuel 1850 ezüstforintért megvásárolta a már létező rituális fürdő melletti telket; az alapkő ünnepélyes letételére 1850. július 9-én került sor Karl von Urban tábornagy, katonai parancsnok jelenlétében. A Fekete György tervezte klasszicista épület felavatása 1851. december 2-án történt Friedmann Ábrahám erdélyi országos rabbi és Kovács Miklós katolikus püspök (az erdélyi zsidóság fővédnöke) jelenlétében. A zsinagóga két oldalán a rabbi, a tanító, valamint a sakter háza állt; az épületegyüttes a kolozsvári ortodox zsidó közösség vallási és kulturális központjává vált. 1901-ben a városi tanács kiaszfaltoztatta a járdát az utcának a templom felőli oldalán.
1927. december 7.-én, a Nagyváradon tartott országos keresztény diákkongresszus 4-5000 résztvevőjéből 2400 fő Kolozsvárra utazott. Útközben, (Élesden, Telegden, Csucsán és Bánffyhunyadon) és Kolozsváron több támadást hajtottak végre a zsidó tulajdonban levő üzletek ellen, majd a zsinagógák ellen fordultak. A vasútállomáshoz közelebb elhelyezkedő neológ zsinagóga megrongálása után betörték az ortodox zsinagóga ablakait, megrongálták a bútorzatot, gyertyatartókat és lámpákat, és szétszórták a Tóra-tekercseket. 
A második világháború során, Kolozsvár német megszállása alatt az épületet garázsként használták. A háborút követően a deportálásból visszatért, kis létszámú zsidóság már nem használta zsinagógaként. 1970-ig pászkagyár, később rituális mészárszék és étkezde működött benne. 1990 után a zsidó hitközség bérbe adta, és a Sonic rádióadó stúdiója működött benne. 2010-ben televízióstúdióként hasznosították. 2020-tól itt ZIZ – Art and Social Area néven közösségi inkubátor működik.

## Leírása
A klasszicista stílusú épület homlokzatát urna zárja le. A homlokzaton héber nyelvű felirat állt, magyar fordítása: Hajoljatok meg az Örökkévaló előtt a szentség díszében (erről Jakab Elek Kolozsvár történetének utolsó kötetéből van tudomásunk).

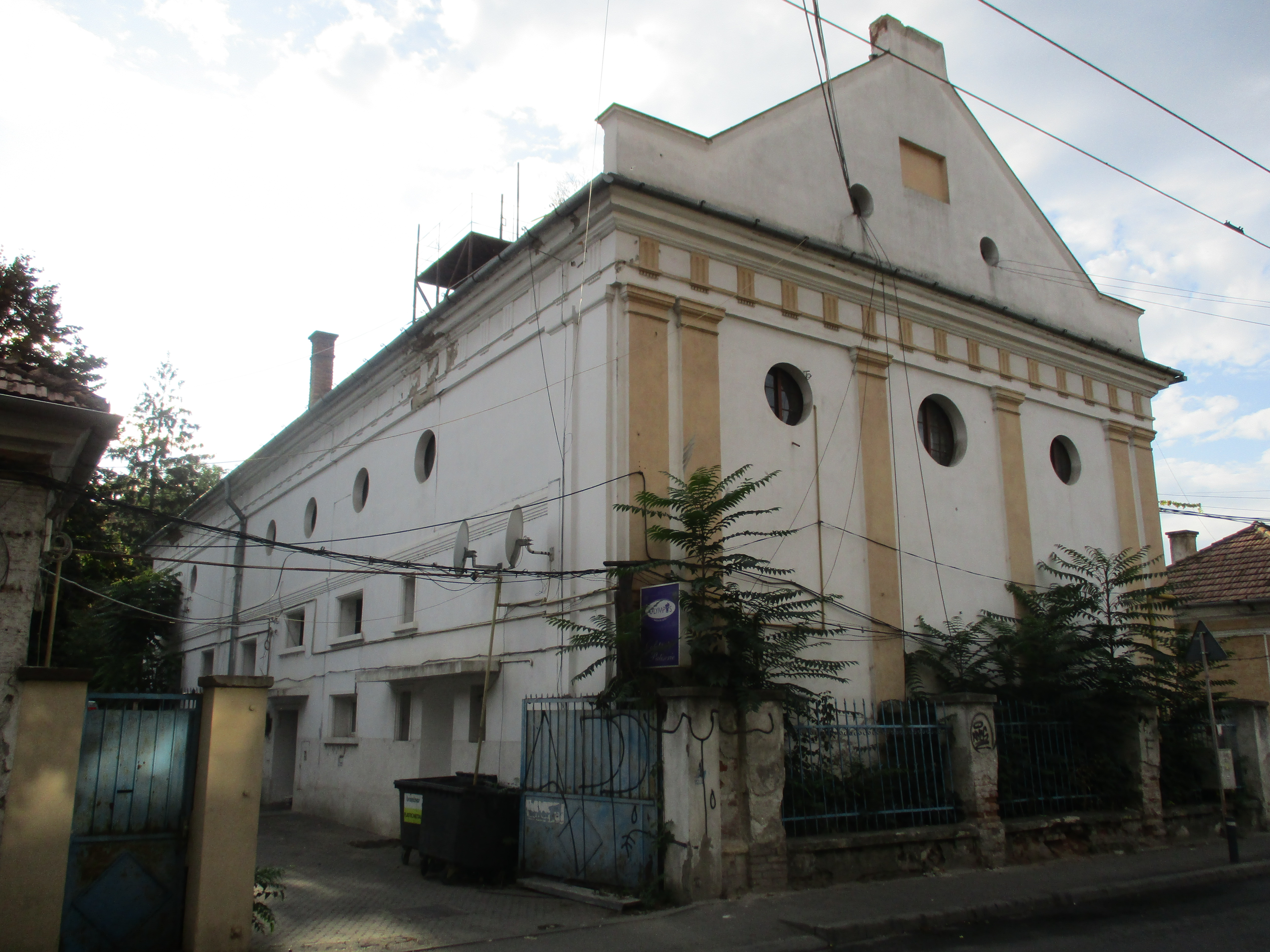
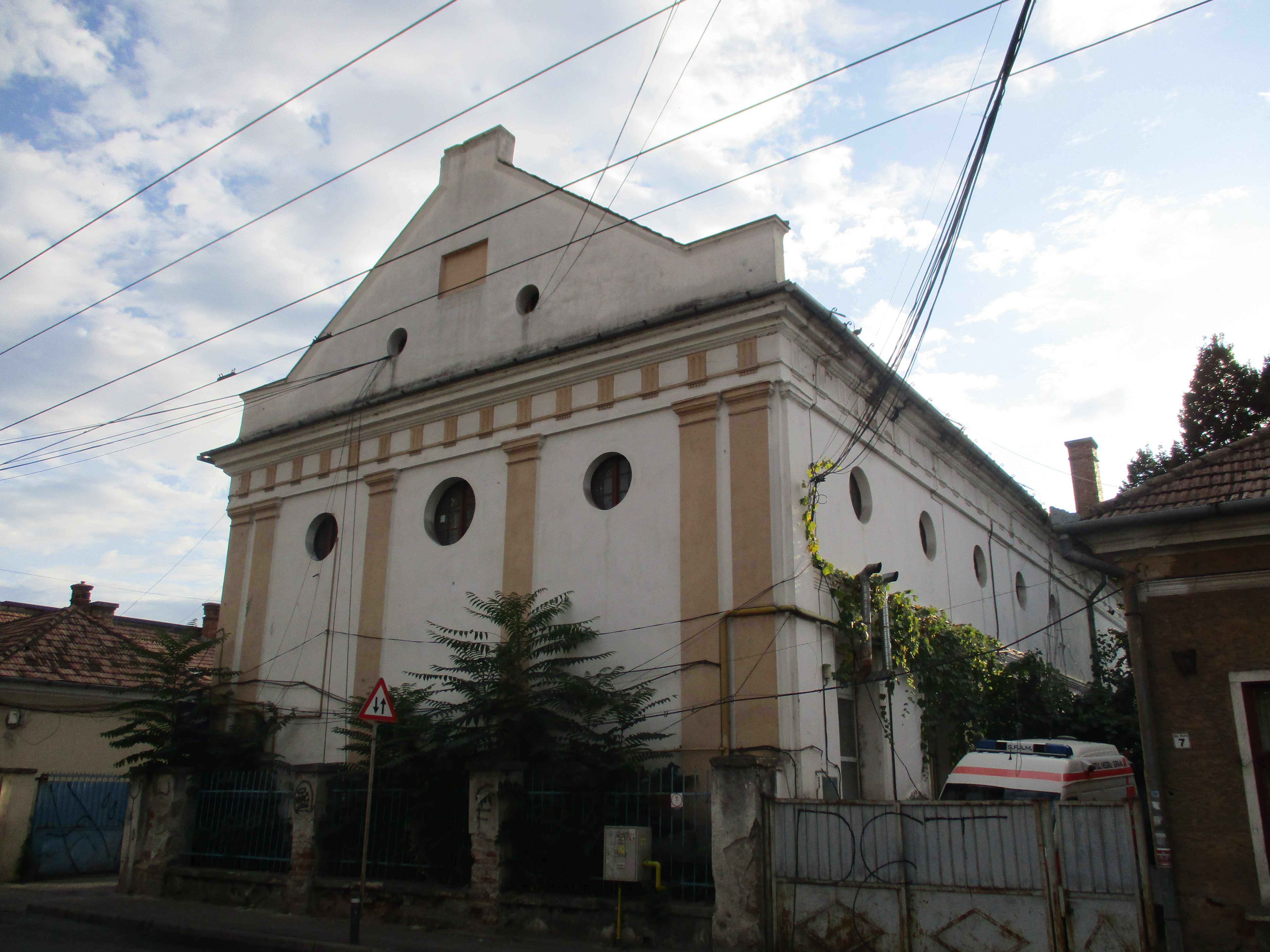
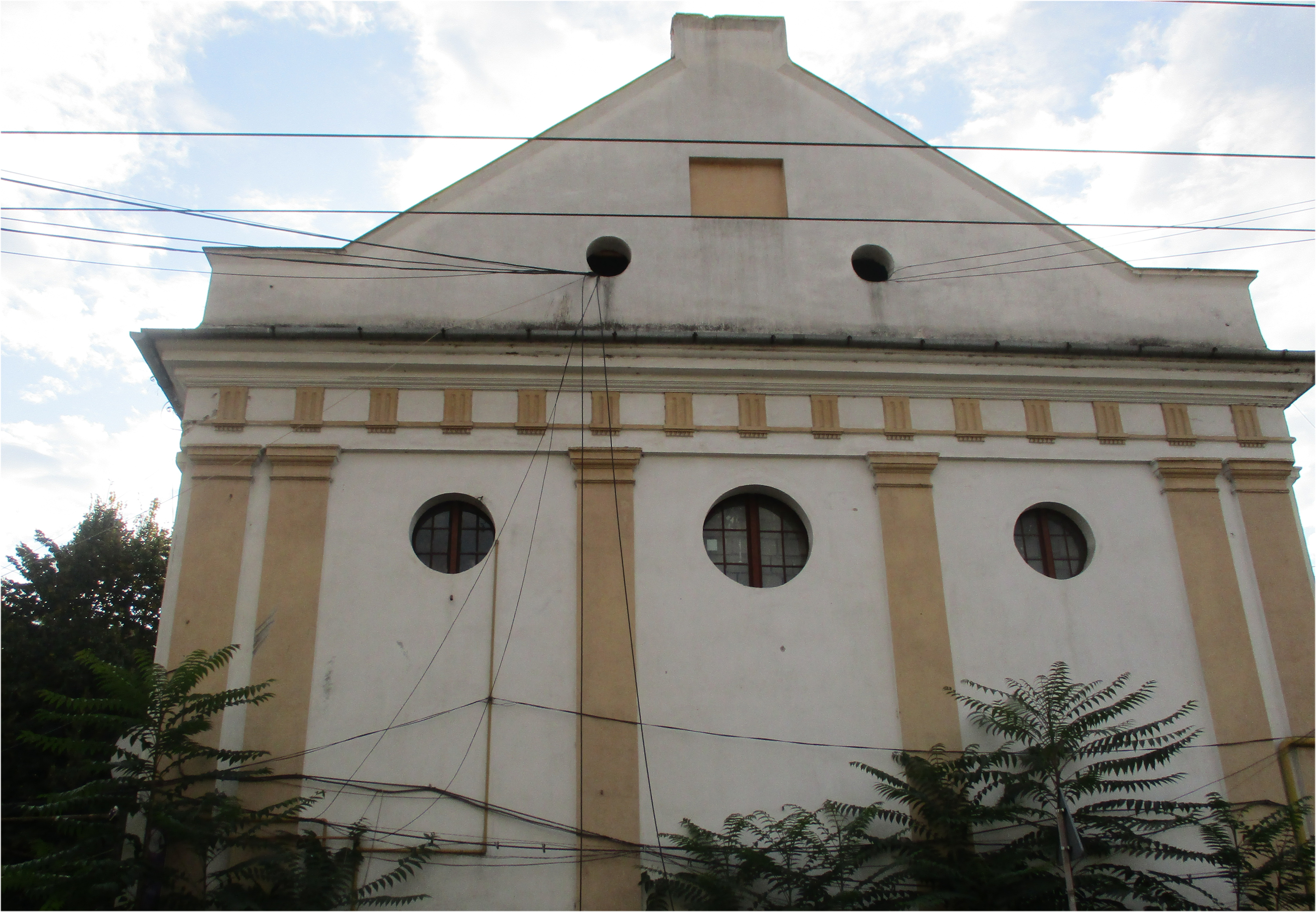

A zsinagóga ma:

## Az irodalomban
Gyalui Farkas Éjjel a templomban című elbeszélése egy a zsinagógához fűződő hiedelmet dolgoz fel.